# 高麗物
高麗物（こうらいもの）とは、茶道具における中国製の「唐物」に対する朝鮮半島製品の総称。高麗時代（918年～1392年）の物に限らない。
- ほぼ全てが井戸茶碗に代表される茶碗類となっている[2]。